# カール・アルブレヒト・フォン・ブランデンブルク＝シュヴェート
カール・フリードリヒ・アルブレヒト・フォン・ブランデンブルク＝シュヴェート（Karl Friedrich Albrecht Prinz von Preußen, Markgraf zu Brandenburg-Schwedt, 1705年6月10日 - 1762年6月22日）は、ドイツ・ブランデンブルク＝プロイセンの王族（王子）、軍人。ブランデンブルク＝シュヴェート辺境伯。
フリードリヒ・ヴィルヘルム大選帝侯の孫で、聖ヨハネ騎士団ブランデンブルク大管区長（在任：1731年 - 1762年）を務めた。

## 生涯
ブランデンブルク＝シュヴェート辺境伯家のアルブレヒト・フリードリヒと、その妻でクールラント公フリードリヒ・カジミールの娘マリー・ドロテア（1684年 - 1743年）の間の第2子、次男として生まれた。プロイセン軍に入隊し、第1次シュレージエンではグローガウ公爵領の占領、モルヴィッツの戦い、コトゥジッツの戦いなどで戦功を立てた。1745年初頭に上シレジア侵攻を指揮した際は、プロイセン王フリードリヒ2世から感状を与えられた。
7年戦争ではフリードリヒ2世王の絶対的な信頼をかさに自分勝手な指揮を繰り返したが、ホッホキルヒの戦いやトルガウの戦いでは負傷したもの、目立った働きを見せた。高潔で博愛主義の人物で、文芸や学識を好んだ人物とされている。1744年にヘッセン＝カッセル方伯ヴィルヘルム8世の娘マリー・アマーリエ（1721年 - 1744年）と婚約したが、その直後に婚約者と死別し、生涯独身を通した。
カール・アルブレヒトにはドロテア・レギーナ・ヴター（Dorothea Regina Wuther）という長年連れ添った愛人との間に一人娘のカロリーネ（Karoline Regina von Carlowitz, 1731年 - 1755年）がおり、母娘は1744年に貴族に列せられてフォン・カルロヴィッツ（von Carlowitz）姓を名乗った。カールは娘を自分の副官アルブレヒト・フォン・シェーンブルク＝ヒンターグラウハウ伯爵（Albrecht Graf von Schönburg-Hinterglauchau, 1720年 - 1799年）に嫁がせている。